# Mutrux
Mutrux ist eine politische Gemeinde im Distrikt Jura-Nord vaudois des Kantons Waadt in der Schweiz.

## Geographie
Mutrux liegt auf 748 m ü. M., 13 km nordöstlich der Bezirkshauptstadt Yverdon-les-Bains (Luftlinie). Das Bauerndorf erstreckt sich auf einer Rodungsinsel am Osthang des Mont Aubert, in aussichtsreicher Lage rund 300 m über dem Seespiegel des Neuenburgersees.
Die Fläche des 3,2 km² grossen Gemeindegebiets umfasst einen Abschnitt am Jurasüdhang, der im Bereich des Dorfes eine verhältnismässig geringe Neigung aufweist. Nach Westen, oberhalb von Mutrux, schliesst sich der Wald Bois des Râpes an, der den Nordosthang des Mont Aubert einnimmt. An diesem Hang befindet sich mit 1120 m ü. M. der höchste Punkt von Mutrux. Die Nordgrenze des Gemeindegebietes wird weitgehend vom Taleinschnitt des Baches La Vaux gebildet. Von der Gemeindefläche entfielen 1997 2 % auf Siedlungen, 62 % auf Wald und Gehölze und 36 % auf Landwirtschaft.
Zu Mutrux gehören einige Einzelhöfe am Hang des Mont Aubert. Die Nachbargemeinden von Mutrux sind im Westen und Norden Provence und im Süden Concise im Kanton Waadt sowie im Südosten Vaumarcus und im Nordosten La Grande Béroche im Kanton Neuenburg.

## Bevölkerung
Mit 146 Einwohnern (Stand 31. Dezember 2023) gehört Mutrux zu den kleinsten Gemeinden des Kantons Waadt. Von den Bewohnern sind 99,1 % französischsprachig und 0,9 % spanischsprachig (Stand 2000). Die Bevölkerungszahl von Mutrux belief sich 1900 noch auf 182 Einwohner, danach halbierte sie sich bis 1970 (79 Einwohner). Besonders in den letzten Jahren wurde hingegen wieder ein Bevölkerungsanstieg verzeichnet.

## Wirtschaft
Mutrux lebt noch heute hauptsächlich von der Landwirtschaft. Im Bereich des Dorfes wird Ackerbau und Obstbau betrieben, in den höheren Regionen Weidewirtschaft. Aufgrund des grossen Waldanteils am Gemeindegebiet spielt auch die Forstwirtschaft eine gewisse Rolle. Weitere Arbeitsplätze gibt es im lokalen Kleingewerbe. Da sich der Ort in den letzten Jahren auch zur Wohngemeinde entwickelt hat, arbeiten viele Erwerbstätige auswärts in den grösseren Gemeinden entlang des Neuenburgersees.

## Verkehr
Die Gemeinde liegt abseits der grösseren Durchgangsstrassen. Die Hauptzufahrt erfolgt von Concise, eine Strasse verbindet Mutrux via den Nachbarort Provence mit der Neuenburger Gemeinde Saint-Aubin-Sauges. Der nächste Anschluss an die Autobahn A5 (Yverdon-Neuenburg) befindet sich rund 6 km vom Ortskern entfernt. Durch den Postautokurs, der von Yverdon nach Provence verkehrt, ist das Dorf an das Netz des öffentlichen Verkehrs angebunden.

## Geschichte
Die erste urkundliche Erwähnung des Ortes erfolgte 1358 unter dem Namen Mustrueu; 1867 erschien die Schreibweise Mutru. Der Ortsname geht auf den Patois-Ausdruck mutru (Kirche) zurück, der vom lateinischen monasterium (Kloster) abgeleitet ist. Mutrux gehörte seit dem 14. Jahrhundert zur Herrschaft Grandson. Nach 1476 wurde Grandson eine Vogtei unter der gemeinen Herrschaft von Bern und Freiburg. Nach dem Zusammenbruch des Ancien Régime gehörte das Dorf von 1798 bis 1803 während der Helvetik zum Kanton Léman, der anschliessend mit der Inkraftsetzung der Mediationsverfassung im Kanton Waadt aufging. Mutrux besitzt keine eigene Kirche, es gehört zur Pfarrei Provence.